# Красная Горка (Красногорский сельсовет)
Кра́сная Го́рка (тат. Safacay, Сафаҗай. Сабацай. разг.- Саф.) — село в Пильнинском районе Нижегородской области, единственный населённый пункт Красногорского сельсовета.
Мишарское село. Образовано в 1451 году.

## География
Расположено на реке Малая Медянка, левом притоке Суры. Село расположено в 18 км к югу от районного центра — рабочего посёлка Пильна.

## История

#### Возникновение села
Первое документальное название села — Собачий Остров. У татарских писателей XIX века, в частности у Хусаина Фаизханова, встречается татарское название села — Сабачи. В апреле 1940 года неблагозвучное название села было заменено, село стало называться Красной Горкой. В настоящее время татарское население села называет его Сабачи (Сабацай), хотя и этот вариант нельзя однозначно трактовать.
Вообще, вопрос о точном времени первоначального возникновения Сабачи, равно как и истоки топонима, спорен и противоречив. Десятилетиями в мечети Сабачи велись погодные записи происходящих в селе событий. В соответствии с этими записями село берёт своё начало с 1451 года, когда в этих местах появились первые татарские поселенцы. Если верить записям в мечети, это были переселенцы из-под Арзамаса, перебравшиеся туда из Астраханских краев, из района Ак-Мечета (Белая Мечеть).
В 1790 году у жителей Сабачи действовало две мечети. Эти сооружения были деревянными, небольшими по размерам, но, тем не менее, обслуживали полторы тысячи мусульман.
Не сохранилось сведений о точном времени возникновения в Сафаджае медресе. Известно иное: приблизительно в середине XIX века хорошо образованный имам Хабибулла Альмухамметов, учившийся в Бухаре, близко знакомый с учёным Хусяином Фаизхановым (выходцем из этого села), организовал обучение в местном медресе. Оно имело тесные связи с медресе в деревне Овечий Овраг, славившейся своими традициями и высоким уровнем преподавания. Школа существовала за счёт мечети, но её бюджет пополнялся и взносами отдельных прихожан.
Тем не менее предрассудки и суеверия временами охватывали сознание крестьян. Так, в связи с разразившейся в 1910 году эпидемией холеры часть испуганных сельчан пыталась бороться с болезнью языческими средствами и методами (совершая бида). В ответ на это сын имама Хабибуллы имам Мухасинят (Мухсин) публично устыдил своих земляков и призвал их обратиться к врачам-профессионалам и положиться на Всевышнего, чтобы не впадать в грех язычества.

#### XX век
К началу XX века в Сафаджае действовало 7 мечетей. Это был очень высокий показатель для того времени.
В 1918 году закрылось медресе, а на его базе через год возникла первая светская школа. Сын имама Хабибуллы Абдулбер (Абдулбяр) управлял в ней процессом обучения. В начале 1920-х годов он стал организатором советской школы в Курмышском уезде, принимал участие в создании педагогического училища в Сафаджае и был первым его директором.
20 марта 1935 года сельсовет, постановил передать одну из мечетей под детские ясли. В 1938 году ликвидировали и вторую соборную мечеть. Её минарет был разобран, а в самом помещении разместился медпункт, затем школа и позже пекарня.
В марте 1939 года «решением граждан» здание пятой соборной мечети было передано под дом престарелых. И, наконец, постановлением облисполкома от 13 ноября 1940 года было решено уже обветшавшее здание шестой соборной мечети передать под школу.
Указом ПВС РСФСР от 16 августа 1940 года деревня Собачий Остров переименована в деревню Красная Горка.

## Население
| 2002  | 2010  | 2012  | 2013  | 2014  | 2015  | 2016  |
| ----- | ----- | ----- | ----- | ----- | ----- | ----- |
| 2338  | ↘2239 | ↘2181 | ↘2136 | ↘2090 | ↘2062 | ↗2071 |
| 2017  | 2018  | 2019  | 2020  | 2021  |       |       |
| ↘2058 | ↘2012 | ↘1974 | ↗1987 | ↘1910 |       |       |

## Религия
В селе пять мечетей

## Известные личности
- Хусаин Фаизханов — богослов, общественный деятель, педагог, историк, востоковед-тюрколог, археограф, каллиграф. Сыграл значительную роль в развитии духовной культуры татарского общества 2-й половины XIX века.

- Рушан Сулиманов — российский учёный, доктор медицинских наук (1999), «Заслуженный врач РФ» (2010).

- Аляутдинов, Ильдар Рафаилович — преподаватель религиозных дисциплин Московского исламского института, заведующий учебным отделом интернет-портала imedrese и преподаватель дисциплины «Основы нравственности», руководитель проекта «Праздник шакирдов».

- Аляутдинов, Ринат Рафаилович — организатор первого мультимедийного образовательного интернет-проекта www.imedrese.ru, автор книг «Объединённое человечество»(2022) и «Семь аспектов комплексного развития личности и общества» (2024), президент Фонда поддержки инноваций «Инносфера» г. Москва.
- Рамиль Беляев — доктор философии, имам Исламской общины татар Финляндии.

- Нуриманов, Ильдар Анвярович — генеральный директор ИД «Медина», руководитель Аппарата ДУМ РФ, член Правления Фонда поддержки исламской культуры, науки и образования от СМР.

- Зульфия Тажуризина — советский и российский философ и религиовед, специалист в области философии религии. Доктор философских наук (1992), профессор (1994). Заслуженный профессор МГУ имени М. В. Ломоносова (2005)